# Xysticus jabalpurensis
Xysticus jabalpurensis is een spinnensoort uit de familie van de krabspinnen (Thomisidae).
De wetenschappelijke naam van de soort werd in 1999 gepubliceerd door U.A. Gajbe & Pawan U. Gajbe.